# 代数的閉包
数学、特に抽象代数学において、体 K の代数的閉包（だいすうてきへいほう、英: algebraic closure）は、代数的に閉じている K の代数拡大である。数学においてたくさんある閉包のうちの1つである。
ツォルンの補題を使って、すべての体は代数的閉包をもつことと、体 K の代数的閉包は K のすべての元を固定するような同型の違いを除いてただ1つであることを証明できる。この本質的な一意性のため、an algebraic closure of K よりむしろ the algebraic closure of K と呼ばれることが多い。
体 K の代数的閉包は K の最大の代数拡大と考えることができる。このことを見るためには、次のことに注意しよう。L を K の任意の代数拡大とすると、L の代数的閉包は K の代数的閉包でもあり、したがって L は K の代数的閉包に含まれる。K の代数的閉包はまた K を含む最小の代数的閉体でもある。なぜならば、M が K を含む任意の代数的閉体であれば、K 上代数的な M の元全体は K の代数的閉包をなすからだ。
体 K の代数的閉包の濃度は、K が無限体ならば K と同じで、K が有限体ならば可算無限である。

## 例
- 代数学の基本定理により、実数体の代数的閉包は複素数体である。

- 有理数体の代数的閉包は代数的数体である。

- 代数的数体を真に含み複素数体に含まれる可算濃度の代数的閉体は多数存在する。これらは有理数体の超越拡大の代数的閉包である。例えば Q(π) の代数的閉包。

- 元の個数が素数のベキ q である有限体の代数的閉包は可算無限の濃度をもつ体であって、各正整数 n に対して位数 qn の体のコピーを含む（実はこれらのコピーの和集合である）[4]。

- ピュイズーの定理（英語版）により、標数 0 の代数的閉体係数ローラン級数体の代数的閉包はピュイズー級数（英語版）体である[5]。

## 分離閉包
K の代数的閉包 Kalg は、K の Kalg におけるすべての（代数的）分離拡大 を含むような K の唯一の分離拡大 Ksep を含む。この部分拡大は K の分離閉包（separable closure）と呼ばれる。分離拡大の分離拡大は再び分離拡大であるので、Ksep の2次以上の有限次分離拡大は存在しない。別の言い方をすれば、K は「分離的に閉じている」代数拡大体に含まれている。これは（同型を除いて）本質的にただひとつである。
分離閉包が代数閉包全体であることと K が完全体であることは同値である。例えば、 K が標数 p ≠ 0 の体で X が K 上超越的であれば、{\displaystyle K(X)({\sqrt[{p}]{X}})\supset K(X)} は非分離的代数拡大である。
一般に、K の絶対ガロワ群は Ksep の K 上のガロワ群である。